# LP (zpěvačka)

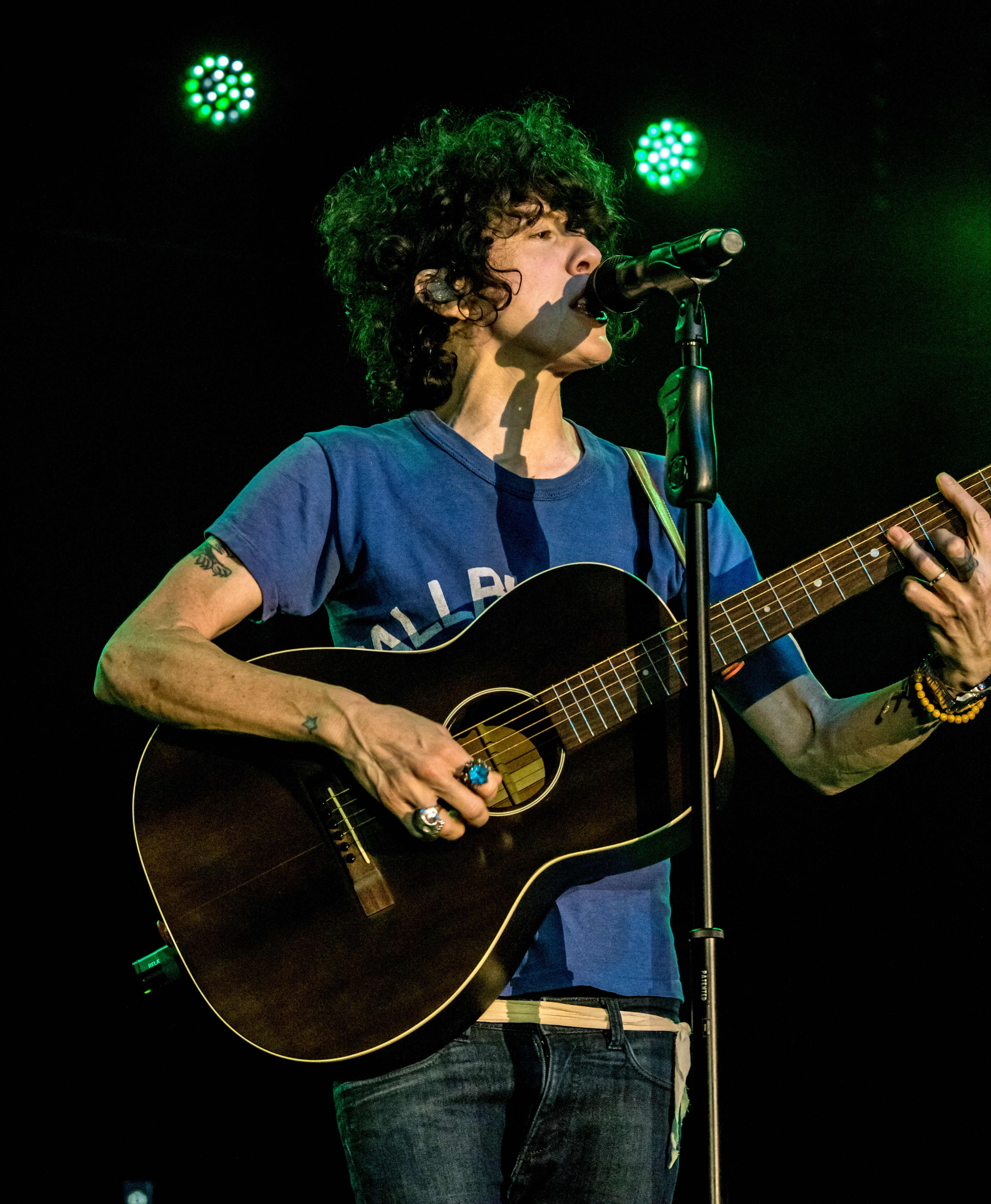
LP, Zelt-Musik-Festival 2018 Freiburg, Německo

LP, vlastním jménem Laura Pergolizzi (* 18. března 1981), je americká zpěvačka s italskými kořeny. Vyrůstala na Long Islandu a po dokončení studií na střední škole se v roce 1996 přestěhovala do New York City. V roce 2010 se usadila v Los Angeles. Proslavila se skládáním písní pro Cher, Christinu Aguileru, Ritu Oru, Rihannu a Backstreet Boys. Následně začala zpívat sama a je velmi úspěšná.[zdroj⁠?!] Nebýt vytetované lodi na její hrudi, připomínala by vzhledem i stylem zpěváka Boba Dylana. Svou první desku s názvem Heart-Shaped Scar vydala v roce 2001 (vydavatelství Koch Records). Později vydala několik dalších alb. V některých písních zpívá o své bývalé přítelkyni Tamzin Brown. Má psa jménem Orson Johny Valentine. V červenci 2017 vystoupila zpěvačka na festivalu Colours of Ostrava, web iReport ohodnotil její vystoupení velmi kladně.

## Historie

### Začátky
Laura je italského původu, její dědečkové pochází z Neapole a Palerma. Po absolvování střední školy Walt Whitman v roce 1996 se přestěhovala do New Yorku z Huntington station v New Yorku a během této doby přijala jméno „LP“. David Lowery z kapely Cracker viděl LP hrát a představil ji na „Popelce“, skryté skladbě na albu své skupiny z roku 1998 Gentleman's Blues. Lowery na to navázal vydáním debutového alba Heart Shaped Scar, které vyšlo v roce 2001 prostřednictvím vydavatelství Koch Records.
Druhé album LP, Suburban Sprawl & Alcohol, bylo vydáno v červnu 2004 prostřednictvím Lightswitch Records. Na albu spolupracovala se skladatelem a hudební producentkou Lindou Perryovou. Navzdory rozsáhlému turné podporujícímu vydání a pozitivním recenzím od hudebních kritiků album nezískalo široké uznání.

### 2006–2010

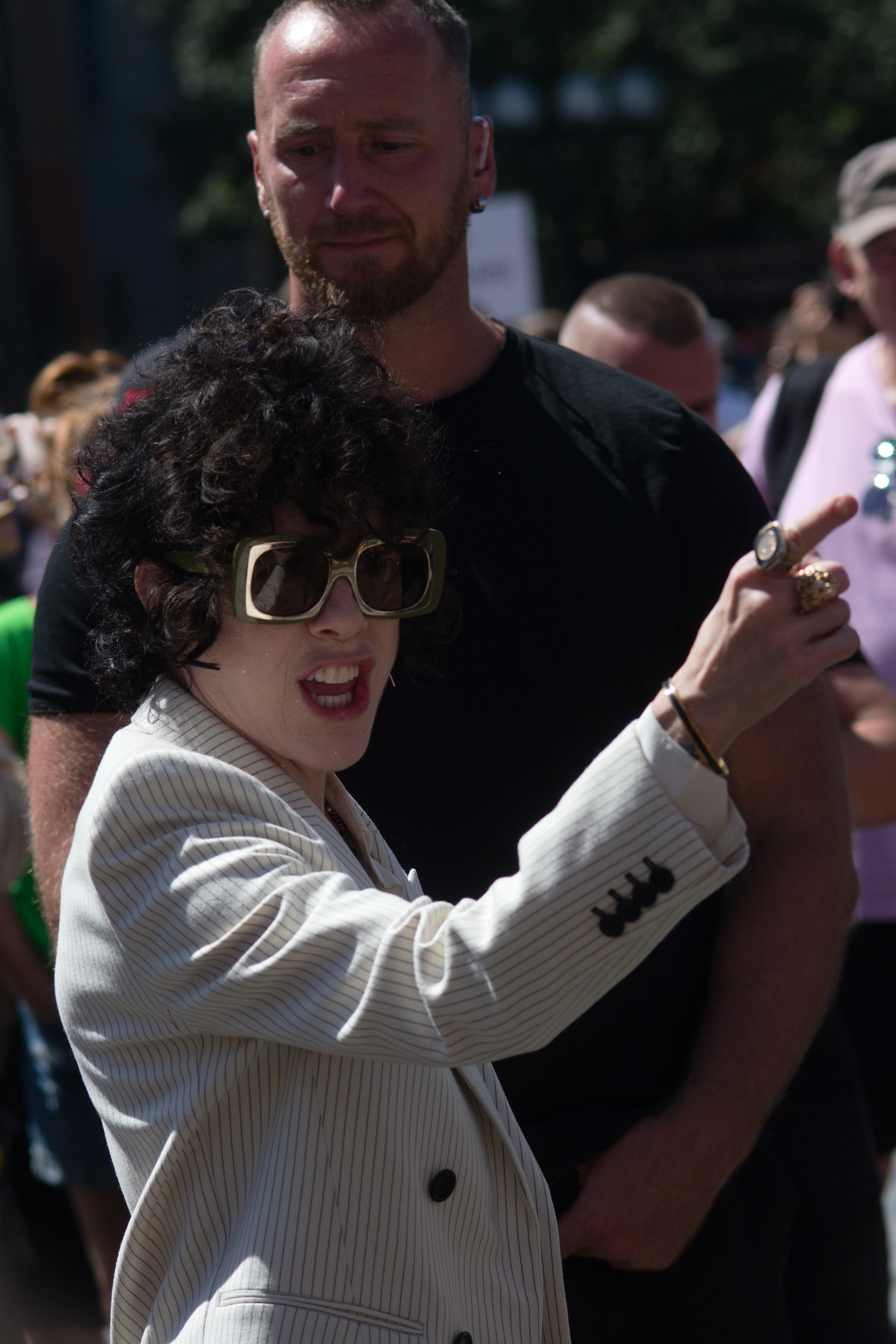
Laura Pergolizzi na Prague Pride 2023

V roce 2006 se LP objevila na hudební konferenci South by Southwest a údajně vyvolala válečnou nabídku mezi hlavními hudebními labely a nakonec byla zaregistrována L.A. Reidem s jeho nahrávací značkou Island Def Jam Music Group, která je součástí Universal Music Group. Nicméně kvůli uměleckým rozdílům LP opustila smlouvu. Podepsala se s SoBe Entertainment v roce 2007, nezávislou nahrávací značkou, s albovými skladbami, které napsala u hlavního labelu. „Láska vás udrží po celou noc“, jedna ze stop, kterou napsala na festivalu Def Jam Music Group s Billy Mannem, vyšla koncem roku 2007 na albu Backstreet Boys, Unbreakable. LP napsala a uvedla „Wasted“ z alba Suburban Sprawl & Alcohol, která byla tematickou písní pro televizní show South of Nowhere na The N, nyní známé jako TeenNick. MTV The Hills také představila píseň LP „Damage Is Done" v polovině roku 2010 a byla vydána na iTunes.
Během roku 2009 začala LP psát písně pro další umělce, včetně několika písní, které skončily na albu Heidi Montag, Superficial (Warner Music). LP napsala jeden singl „More Is More“, stejně jako skladby „Twisted“, „Hey Boy“ a „Love It or Leave It“. Písnička LP, kterou napsala s Alexandrem Kronlundem, „Standing Where You Left Me“, byla vydána na debutovém britském albu Pieces (Roxy / EMI / Universal) Erik Hassle.

### 2011–2012
V srpnu 2010 bylo oznámeno, že podepsala smlouvu s nahrávací společností 2101 Records. Velký posun ve své kariéře udělala jako autorka písní, když spolupracovala na písničce zpěvačky Rihanny „Cheers (Drink to That)“ (v překladu „Na zdraví“ (Připíjím na to)), která byla na jejím pátém studiovém albu se jménem Loud. Rihanna též označila tuto písničku jako jednu z jejích nejoblíbenějších z tohoto alba. Další průlomem LP byla písnička „Beautiful People“, kterou zazpívala zpěvačka Christina Aguilera.

## Diskografie

### Vydané desky
- 2001 – Heart-Shaped Scar
- 29. června 2004 – Suburban Sprawl & Alcohol
- 2. června 2014 – Forever for Now
- 9. prosince 2016 – Lost on You
- 5. května 2017 – Lost on you Deluxe
- 7. prosince 2018 – Heart To Mouth
- 3. prosince 2021 – Churches
- 29. září 2023 – Love Lines
- 26. ledna 2024 – Love Lines Deluxe